# Nawish (crater)
Nawish este un crater de pe planeta pitică Ceres. Este numit după gardianul Acoma al câmpului. Numele a fost aprobat oficial de Uniunea Astronomică Internațională (IAU) la 3 iulie 2015. După el a fost numit Quadrunghiului Nawish.  

Nawish este de dimensiune medie, cu un diametru de aproximativ 77 de kilometri. Spre deosebire de majoritatea craterelor, forma sa nu este circulară. Acesta este probabil rezultatul proceselor eroziune, cum ar fi alunecările de teren care au prăbușit secțiuni ale peretelui craterului. Ca și în cazul majorității craterelor de dimensiunea sa de pe Ceres, Nawish are un vârf central; Vârful său central are aproximativ 20 de kilometri lățime și 1 kilometru înălțime și găzduiește o groapă centrală care este de aproximativ 8 kilometri lățime și care este mai adâncă decât podeaua craterului Nawish cu aproximativ un kilometru. 

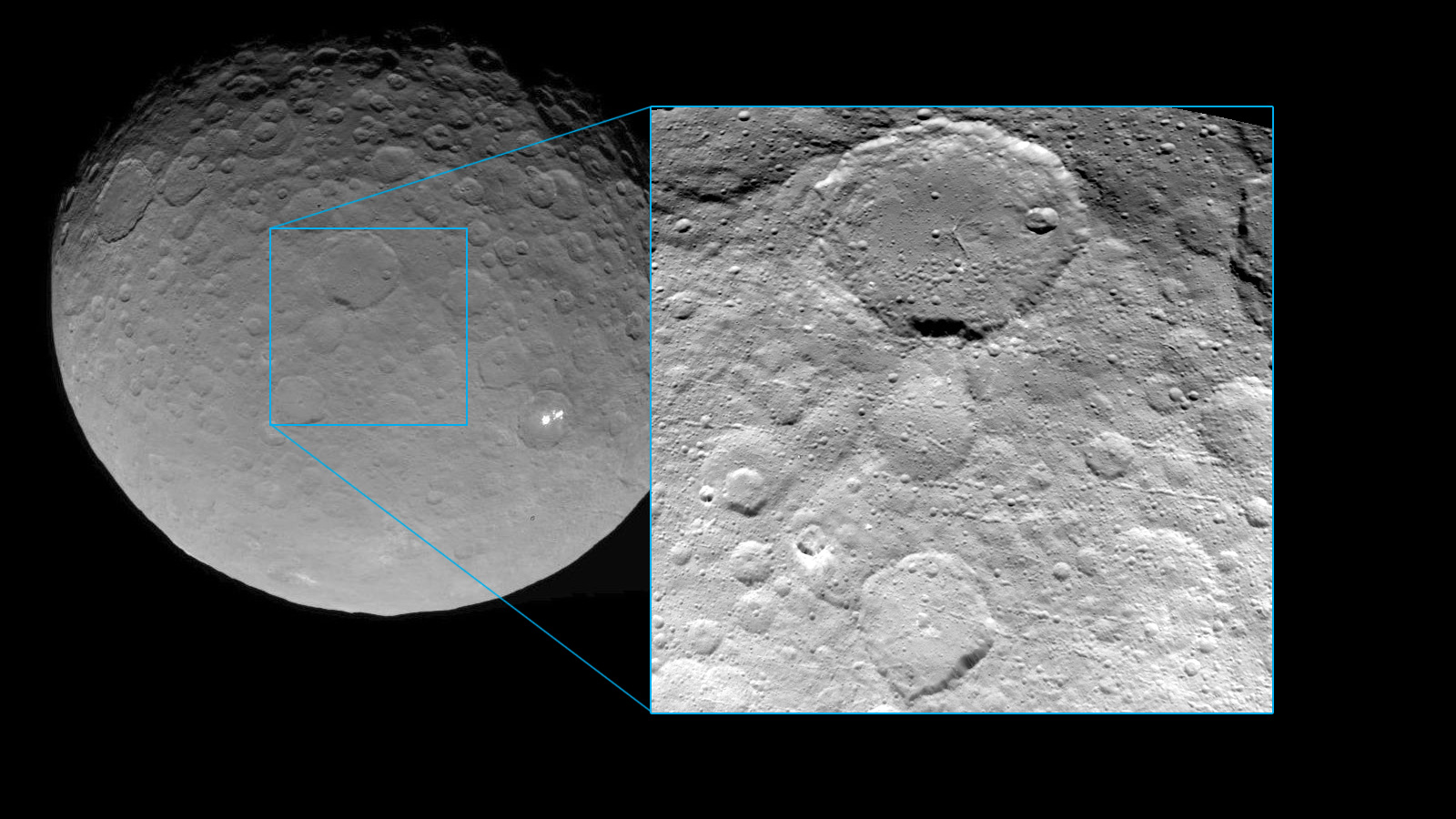
Craterele Ezinu și Nawish în context